# Namnlöstjärnen (Burträsks socken, Västerbotten)
Namnlöstjärnen är en sjö i Skellefteå kommun i Västerbotten och ingår i Rickleåns huvudavrinningsområde.